# Careproctus maculosus
Careproctus maculosus är en fiskart som beskrevs av Stein 2006. Careproctus maculosus ingår i släktet Careproctus och familjen Liparidae. Inga underarter finns listade.